# Hợp Hưng
Hợp Hưng là một xã thuộc huyện Vụ Bản, tỉnh Nam Định, Việt Nam.
Xã có diện tích 8,59 km², dân số năm 1999 là 5.830 người, mật độ dân số đạt 679 người/km².
Dân số năm 2019 là 6.242 người trong đó có 3091 nam và 3151 nữ.

## Giao Thông
Xã có mạng lưới giao thông vận tải thuận tiện với tuyến vành đai 2(TL485B), đường Bối Xuyên -Khả Chính , các trục đường liên thôn.
Có không gian mở kết nối giữa Tp.Nam Định.
Tuyến vành đai 2 bao quanh thành phố và một phần trùng với TL485B nối từ thị trấn Nam Giang đến Quốc lộ 21B

## Hành Chính
Xã Hợp Hưng gồm 11 đơn vị cấp thôn trực thuộc, bao gồm thôn Tiên Trưởng, thôn Lập Vũ, thôn Nội Chế, thôn Vàng, thôn Lập Thành, thôn Khả Chính, thôn Đồng Lạc, thôn Lương Mỹ, thôn Thị An, thôn Vụ Nữ và thôn Thám Hòa